# 朱诺级轻巡洋舰
朱诺级轻巡洋舰是美国海军改良自亚特兰大级轻巡洋舰的新一级轻巡洋舰。朱诺级轻巡洋舰与改建后的亚特兰大级配置了相同的高平两用主炮，同时加大了防空副炮配置比例。但为了减轻船体重量，增加稳定性，船只设计时去除了反潜用的深水炸弹和鱼雷管。除此，还改装了船只上层结构。朱诺级的三艘船只都是在第二次世界大战结束后不久完工下水的，但只有朱诺号在参加完朝鲜战争后才退役。

## 改造
亚特兰大号和朱诺号两艘轻巡的损失暴露了亚特兰大级在稳定性和船体强度方面的弱点，这些问题在1942年的，与克利夫兰级轻巡洋舰的次型法戈级轻巡洋舰同时进行的改建中得到了解决。朱诺级的舰船与改建后的亚特兰大级有相同的主武器，但舰桥和上层建筑经过重新设计，减轻了重量，增大了视野范围，而加装的防空炮也因为重量的减轻而更加稳定。朱诺级为了提高水密性能的完整性，拆卸了舱壁之间的底层甲板上的舱门。此外，所有的反潜武器及鱼雷发射管都被拆除。

## 设计规格
朱诺级的主炮由6座双联装5英寸38倍径舰炮组成。该级安装有博福斯40公釐高射炮以及16门欧瑞康20毫米高射炮。二战结束后，朱诺级计划全部以3英寸50倍径舰炮以取代博福斯40毫米高射炮，但是最终只有朱诺号改建。
朱诺级由与亚特兰大级使用相同的动力输出设备：四台665磅力每平方英寸锅炉以及两台提供了78,749匹馬力（58.723瓦特）的齿轮蒸汽涡轮机，船只的最高速度达到32.7節（61每小時）。在试验时，朱诺级曾以78,985马力（58,899千瓦）的动力输出使速度达到32.48节（60公里/小时）。朱诺级与亚特兰大级的装甲相同：两侧装甲最厚为3.75英寸（95.25毫米），舰桥和炮架的装甲厚1.25英寸（31.8毫米）。

## 服役历史
朱诺级在二战期间一共建造了三艘舰船，但没有一艘服役；而以战时被击沉的朱诺号轻巡洋舰 (CL-52)命名的首舰朱诺号轻巡洋舰 (CL-119)在1945年7月15日下水，并于1946年2月15日投入使用。同级的斯波坎号于1945年9月22日下水并于1946年5月17日投入使用；弗雷斯诺号于1946年3月5日下水，1946年11月27日投入使用。
斯波坎号和弗雷斯诺号于分别于1949年和1950年，朝鲜战争开始之前退役，但被重新命名为CLAA-119的朱诺号参加了战争。1950年7月2日，朱诺号与英国皇家海军的牙买加号和黑天鹅号一起遭到朝鲜海军的4艘鱼雷艇和2艘机动炮艇的袭击，英美舰艇联合击沉了3艘朝方鱼雷艇和两艘炮艇。朝鲜战争结束后不久后的1955年，朱诺号退役。朱诺级的三艘舰艇都曾被认为会改装成导弹巡洋舰，但最终还是在20世纪60年代出售。

## 同级舰
已建造完毕的朱诺级巡洋舰包括：
| 舰名       | 舷号   | 建造商               | 命名来源 | 架设           | 下水          | 服役           | 退役          | 结局                                         |
| ---------- | ------ | -------------------- | -------- | -------------- | ------------- | -------------- | ------------- | -------------------------------------------- |
| 朱诺号     | CL-119 | 联邦造船和干船坞公司 | 朱諾     | 1944年9月15日  | 1945年7月15日 | 1946年2月15日  | 1955年7月23日 | 1959年11月1日报废；1960年4月29日出售         |
| 斯波坎号   | CL-120 | 联邦造船和干船坞公司 | 斯波坎   | 1944年11月15日 | 1945年9月22日 | 1946年5月17日  | 1950年2月27日 | 1972年4月15日报废；1973年5月17日作为废品出售 |
| 弗雷斯诺号 | CL-121 | 联邦造船和干船坞公司 | 弗雷斯诺 | 1945年2月12日  | 1946年3月5日  | 1946年11月27日 | 1949年5月17日 | 1965年4月报废；1966年6月17日作为废品出售     |

### 脚注
1. ↑  Friedman, Norman. . 1984: 230页. ISBN 978-0870217180 （英语）.
2. ↑  Friedman 1984，第240–241頁
3. ↑  Friedman 1984，第231–233頁
4. 1 2  Friedman 1984，第236, 238–239頁
5. ↑  Friedman 1984，第242頁
6. ↑  Friedman 1984，第238頁
7. 1 2  Friedman 1984，第452頁
8. ↑  . United States Navy.   [2011-07-15]. （原始内容存档于2007-06-29） （英语）.
9. ↑  . Department of the Navy.   [2011-04-01]. （原始内容存档于2011-02-15） （英语）.

### 书目
- Friedman, Norman, , Annapolis, MD: Naval Institute Press, 1984, ISBN 0-87021-718-6, OCLC 10949320
- 本条目包含来自属于公共领域的美国海军军舰辞典的文本。 完整内容请參見。